# Ulick Browne (7e marquis de Sligo)
Ulick de Burgh Browne, 7e marquis de Sligo, (30 mars 1898 - 7 janvier 1941), titré comte de Clanricarde jusqu'en 1913, est un pair et militaire britannique et irlandais.

## Biographie
Il sert dans le régiment de cavalerie des Royal Scots Greys pendant la Première Guerre mondiale,,. Il est connu sous le nom du comte d'Altamont de 1913 à 1935, date du décès de son père. 
Il est le fils de George Browne, 6e marquis de Sligo et d'Agatha Stewart Hodgson.
Il meurt sans enfant à l'âge de 42 ans dans une hôpital de Dublin. Il est remplacé par son oncle, Arthur Howe Browne, qui devient le 8e marquis de Sligo. Il laisse une succession évaluée à 300 845 £.

## Distinctions

### Décorations
- Croix militaire (1918)
- British War Medal (26 juillet 1919)
- Victory Medal (1er septembre 1919)
- Médaille du jubilé d'argent de George V (6 mai 1935)
- Médaille du couronnement du roi George VI (12 mai 1937)